# José Abel Castillo
José Abel Castillo Albornoz (Ambato, 17 de noviembre de 1854 - Guayaquil, 22 de junio de 1940) fue un político y periodista ecuatoriano.

## Biografía
Nació en Ambato en una familia muy humilde, se quedó huérfano y vivió con sus abuelos poco tiempo porque también fallecieron.A temprana edad y por haber escuchado a su madre que tenía parientes en Guayaquil, parte a esa ciudad a la edad de 12 años. Es acogido por esa familia y comienza a trabajar en lo que se le presentaba y con parte de sus ingresos compraba libros para autoeducarse.
En 1883 participó en el ejército liberal como combatiente en la batalla de Mapasingue. En 1894 junto a Aurelio Noboa descifró los telegramas que se enviaban los involucrados en la Venta de la bandera ecuatoriana. Tras la Revolución Liberal de 1895, firmó el acta de pronunciamiento del 5 de junio de 1895. 
En 1887 se casó con la profesora Betsabé Castillo Martiz, que era su prima hermana. Tuvo varios hijos, José Santiago Castillo el mayor y quien siguió sus pasos en El Telégrafo, María Piedad Castillo de Levi, Celeste Graciela Castillo, Manuel Eduardo Castillo y Abel Romeo Castillo. Fue abuelo de Graciela Levi Castillo.
En 1896 volvió a activar al Diario El Telégrafo,  que permanecía suspendido por órdenes del gobernador del Guayas, José María Plácido Caamaño. En 1897 asumió la dirección del diario y en 1899 lo compró a Juan Murillo Miró, su fundador.
Falleció en Guayaquil el 22 de junio de 1940, y fue posteriormente enterrado en el Cementerio General de Guayaquil.

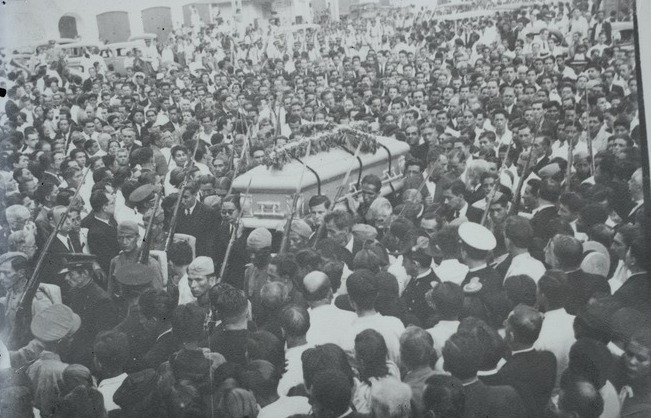
Sepelio de José Abel Castillo

## Reconocimientos
En 1952 el Congreso Nacional de Ecuador ofreció un reconocimiento póstumo a Castillo como "Precursor de la Aviación Civil del Ecuador", por haber auspiciado el primer vuelo de un avión piloteado por el italiano Elia Liut en 1920.